# هوارد لينكولن
هوارد لينكولن (بالإنجليزية: Howard Lincoln)‏ هو ضابط ومحامي أمريكي، ولد في 14 فبراير 1940 في أوكلاند في الولايات المتحدة.